# هيو برادلي
هيو برادلي (بالإنجليزية: Hugh Bradley) هو لاعب كرة قاعدة أمريكي، ولد في 23 مايو 1885 في غرافتون في الولايات المتحدة، وتوفي في 26 يناير 1949 في ورسستر في الولايات المتحدة.

## وصلات خارجية
- هيو برادلي على موقع دوري كرة القاعدة الرئيسي (الإنجليزية)
- هيو برادلي على موقعبيزبول رفرنس.كوم (الدوري الرئيسي) (الإنجليزية)
- هيو برادلي على موقعبيزبول رفرنس.كوم (الدوري الثانوي) (الإنجليزية)